# 北极世界档案馆
北极世界档案馆（英語：Arctic World Archive）是一个数据储存设施，位于挪威斯瓦尔巴群岛，毗邻斯瓦尔巴全球种子库。该设施由挪威私营公司Piql与国有煤矿公司Store Norske Spitsbergen Kulkompani（SNSK）运营，储有来自多个国家的历史与文化数据，以及跨国公司GitHub的所有开源代码，存储介质预计可保存500年至1000年。设施于2017年3月27日开放。

## 历史
Piql是挪威一家专门从事数字介质长期储存的数据存储公司。Piql与SNSK公司共同在一个废弃煤矿矿井中建设了一个深埋的钢制拱顶。2017年3月27日档案馆开放日，巴西、墨西哥和挪威政府在该储藏库中存放了各种历史文件的副本。

## 介绍
斯瓦尔巴群岛位于挪威大陆北部，距北极约970（600英里），根据一战后签署的一项条约，其已得42个国家/地区宣布非军事化，因此意味着该地不能用于军事目的，公司将该地点描述为“世界上最不受地缘政治影响的地方之一”。档案馆位于斯瓦尔巴特群岛最大的岛屿斯匹次卑尔根岛。
该储藏库是一个大型钢制仓库，位于距山外300多米，距地面或永久冻土层约150米至300米的一座废弃煤矿内。设施由混凝土墙和钢制大门保护。藏品在内部存放于安全的运输集装箱中。
因该岛北极气候和由此多年形成的永久冻土，即使该设施断电，位于永久冻土下方储藏库内部的温度仍将保持在冰点以下，足以使储藏物品保存数十年以上。储藏库位置足够深，可避免受到核武器和电磁脉冲武器的损害。

## 储存和未来用途
数据予离线储存于数字胶片，报道称寿命为至少500年，乃至长达1000年（另一说预计使用寿命750年，最佳存储条件下可达2000年）。所用材料是按普通暗室摄影技术改进制成的电影胶片，薄膜是涂有卤化银晶体的聚酯，并使用氧化铁涂层。
为防将来的人们不了解储存库中的内容，故设计了一种罗塞塔石碑形式的指南来帮助解释如何解码数据。所有指南在放大后都可用肉眼阅读，且是以英语、阿拉伯语、西班牙语、中文和北印度语书写。

## 流程
支付数据存储费用的客户可用数字或物理方式发送其数据。用户可以随时检索储藏库中数据，但需要时间，因为数据并未连接互联网。如果需要数据，则必须手动检索相关胶卷，然后通过光纤连接上传到Piql于德拉门的总部，检索最快需要20-30分钟，但通常会更久。

## 藏品
档案馆存储了众多的历史与文化数据。政府、研究人员、宗教机构、媒体公司和其他公司已将一些重要记录放于储存库中。巴西和挪威已将其宪法和其他重要的历史文献存档。
藏品包括澳大利亚的生物多样性信息，以及一些具有文化意义的澳大利亚作品。
藏品还包括重要作品的数字化版本，如挪威国家博物馆的爱德华·蒙克作品《吶喊》数字化版本，意大利文学大师但丁的杰作数字化版本，梵蒂岡宗座圖書館的《神曲》等。
2018年3月，德国电视科学节目伽利略（Galileo）存放了其首场演出，并为ProSieben制作了一部相关纪录片。

## GitHub存档计划
2019年11月，GitHub（微软于2018年收购其）宣布，作为“GitHub存档计划”一部分，会将其所有的公开开源代码存储到“北极世界档案馆”。
2020年7月，21 TB的存档（生成于同年2月）予存入北极世界档案馆。数据予存储在长达1公里的186个胶片卷轴上，代码运用QR码形式存储，这样能非常密集地储存数据（每个卷轴储存120 GB）。第一卷包含Linux和Android操作系统的代码，以及其他6000个主要开源应用程序的代码。
除一般指南外，其中包含的“技术树”还详细介绍了软件开发、编程语言和其他有关计算机编程的信息。